# Христо Цуцулев
Христо Цуцулев Димитров (на гръцки: Χρήστος Τσουτσούλης Δημητριάδης, Христос Цуцулис Димитриадис) е гръцки революционер, деец на Гръцката въоръжена пропаганда в Македония от началото на XX век.

## Биография
Цуцулев е роден в голямото българско село Загоричани, тогава в Османската империя. Работи като гръцки учител и се присъединява към гръцката пропаганда, действаща в Костурско. Обявен е за агент от ІІІ ред. Убит е през юли 1899 година от водача на ВМОРО Лазар Поптрайков заедно със съселянина си Козма Клянков (на гръцки Κοσμας Μισιρλής ή Κλιάντσος, Космас Мисирлис Клянцос), като предатели и агенти на турската власт, когато се връщат в родното си село от Битоля.